# Medaglia per il giubileo dei 70 anni della vittoria della grande guerra patriottica del 1941-1945
La medaglia per il giubileo dei 70 anni della vittoria della grande guerra patriottica del 1941-1945 (in russo Юбилейная медаль «70 лет Победы в Великой Отечественной войне 1941—1945 гг.»?, Jubilejnaja medal' «70 let Pobedy v Velikoj Otečestvennoj vojne 1941—1945 gg.») è un premio statale di Federazione Russa, Armenia, Azerbaigian, Bielorussia, Kazakistan, Kirghizistan, Tagikistan e Uzbekistan.

## Storia
La medaglia è stata istituita il 21 dicembre 2013.

## La medaglia nella CSI
Il 25 ottobre 2013, il Consiglio dei capi di Stato aderenti alla Comunità degli Stati Indipendenti, ha proposto una sola medaglia commemorativa per tutti i paesi aderenti. Allo stesso tempo, un certo numero di paesi hanno firmato una risoluzione con le prenotazioni per gli insigniti e con la richiesta di eliminare la falce e il martello dal dritto.
L'Ucraina ha rifiutato la rappresentazione dell'Ordine della Guerra patriottica, e nel mese di aprile 2015, è stata istituita una medaglia commemorativa distinta denominata medaglia per l'anniversario dei 70 anni di vittoria sul nazismo. La Russia ha mantenuto l'esatto design proposto dal Consiglio dei Capi di Stato.

## Assegnazione
La medaglia viene assegnata a:
- persone militari e civili che, nelle file della Forze Armate dell'URSS, abbiano partecipato ai combattimenti sul fronte della grande guerra patriottica, partigiani e membri di organizzazioni clandestine operanti nella Grande Guerra Patriottica nei territori temporaneamente occupati dell'Unione Sovietica, militari e persone civili che abbiano servito nella grande guerra patriottica nelle Forze Armate, persone premiate con la medaglia per la vittoria sulla Germania nella grande guerra patriottica 1941-1945 e con la medaglia per la vittoria sul Giappone, così come le persone che abbiano un certificato per la medaglia medaglia per la vittoria sulla Germania nella grande guerra patriottica 1941-1945 e un certificato che conferma la partecipazione alla grande guerra patriottica del 1941-1945;
- lavoratori premiati per il lavoro disinteressato durante la grande guerra patriottica con la medaglia al merito del lavoro durante la grande guerra patriottica del 1941-1945, la medaglia al valore del lavoro, la medaglia per distinzione nel lavoro, la medaglia per la difesa di Leningrado, la medaglia per la difesa di Mosca, la medaglia per la difesa di Odessa, la medaglia per la difesa di Sebastopoli, la medaglia per la difesa di Stalingrado, la medaglia per la difesa di Kiev, la medaglia per la difesa del Caucaso, medaglia per la difesa del Transartico sovietico, così come le persone che abbiano ottenuto il distintivo "residente della Leningrado assediata" e una licenza per la medaglia al merito del lavoro durante la grande guerra patriottica del 1941-1945;
- le persone che abbiano lavorato nel periodo dal 22 giugno 1941 al 9 maggio 1945 per almeno sei mesi, escluso il periodo di lavoro nei territori temporaneamente occupati dell'Unione Sovietica;
- ex minorenni prigionieri nei campi di concentramento, ghetti e altri luoghi di detenzione istituiti dai nazisti e dai loro alleati;
- cittadini stranieri al di fuori della Comunità degli Stati Indipendenti che abbiano combattuto nelle forze militari nazionali dell'URSS, come parte di gruppi di guerriglia, gruppi clandestini e altri gruppi antifascisti che abbiano dato un contributo significativo alla vittoria nella grande guerra patriottica e abbiano ricevuto premi di Stato dell'URSS e della Federazione Russa.

## Insegne
- La  medaglia è di metallo argentato. Il dritto reca l'immagine in rilievo dell'Ordine della Guerra Patriottica, tra i due raggi inferiori della stella, troviamo le date "1945-2010". Sul retro, la scritta rilievo su sette righe "70 anni della vittoria nella grande guerra patriottica 1941-1945" (Russo: "70. лет Победы в Великой Отечественной войне 1941-1945 гг").
- Il nastro era rosso con sui bordi il nastro dell'Ordine di San Giorgio e al centro una striscia rossa.